# محمود محمودی
محمود محمودی شهردار رشت در سال‌های ۱۳۲۱ و ۱۳۲۲ خورشیدی بود که در انتخابات دوره هجدهم مجلس شورای ملی در ۲۸ و ۲۹ دی ۱۳۳۲ به نمایندگی فومن انتخاب شد.